# Родин, Алексей Васильевич
Алексе́й Васи́льевич Родин (6 мая 1976 года — 27 февраля 2000 года) — командир группы 16-й отдельной бригады специального назначения Главного разведывательного управления Генерального Штаба Вооруженных Сил РФ, старший лейтенант.

## Биография
Алексей Васильевич Родин родился в 1976 году в городе Рязани. Русский. Окончил среднюю школу № 42 в Рязани в 1993 году.
С 1993 года — в Вооружённых Силах РФ. Окончил Рязанское высшее воздушно-десантное командное училище в 1997 году. Проходил службу в 16-й отдельной бригаде специального назначения ГРУ ГШ (Московский военный округ), которая тогда дислоцировалась в посёлке Чучково Рязанской области. В 1997—2000 годах в составе сводных отрядов бригады неоднократно выезжал в командировки в Дагестан и в Чеченскую республику сначала для борьбы с диверсионными актами на чеченско-дагестанской границе, а затем для участия в боевых действиях второй чеченской войны.
В ходе рейда 27 февраля 2000 года разведгруппа под командованием старшего лейтенанта Алексея Родина выполнила задание командования и возвращалась на позиции российских войск. На пути следования группы была обнаружена растяжка. При её переходе группа подверглась обстрелу из подготовленной на этом месте засады боевиков. От неожиданности приданный группе офицер-артнаводчик задел ногой растяжку, приведя в действие прыгающую осколочную мину. Увидев выпрыгнувшую из земли рядом с ним мину, Родин упал на неё и закрыл своим телом бойцов группы от осколков, спас им жизнь. Получив несколько десятков тяжелейших ранений, офицер остался в сознании, отдавал приказания подчинённым и вёл огонь по боевикам. Группа заняла круговую оборону и продержалась до подхода высланного им на помощь подкрепления.
Алексей Родин был доставлен на борт срочно прибывшего к месту боя вертолёта. При доставке в госпиталь скончался от множественных ранений и кровопотери на борту вертолёта. Похоронен в Рязани.

## Память и награды
За мужество и героизм, проявленные при выполнении воинского долга в ходе контртеррористической операции в Северо-Кавказском регионе Указом Президента Российской Федерации от 7 апреля 2001 года гвардии старшему лейтенанту Родину Алексею Васильевичу присвоено звание Героя Российской Федерации (посмертно).
В средней школе № 42 города Рязани открыт музей Героя России Алексея Родина. (Ныне школа №42 расформирована, сейчас в здании школы работает Рязанский Свободный лицей.) На здании школы и на доме, в котором он жил (Рязань, улица Черновицкая, 27 корп. 2) — установлены мемориальные доски в его честь.